# Vladimir Georgievič Šamšurin
Vladimir Georgievič Šamšurin (Qingdao, 27 luglio 1940 – Mosca, 22 settembre 1996) è stato un regista sovietico.

## Filmografia parziale

### Regista
- V lazorevoj stepi (1970)
- Bezotcovščina (1976)
- A u nas byla tišina... (1977)
- Opasnye druz'ja (1979)